# Savioja (Võru)
Savioja is een plaats in de Estlandse gemeente Võru vald, provincie Võrumaa. De plaats heeft de status van dorp (Estisch: küla).
Savioja lag tot in oktober 2017 in de gemeente Vastseliina. In die maand ging de gemeente op in de gemeente Võru vald.

## Bevolking
De ontwikkeling van het aantal inwoners blijkt uit het volgende staatje:
| Jaar            | 2011 | 2017 | 2019 | 2021 |
| --------------- | ---- | ---- | ---- | ---- |
| Aantal inwoners | 3    | 5    | 5    | 4    |

## Ligging
Savioja ligt tegen de grens tussen de gemeenten Võru vald en Setomaa aan. De rivier Piusa vormt de grens. Door het dorp loopt een beek die ook Savioja heet en op het grondgebied van het dorp uitkomt op de Piusa. Het stroomgebied van de Piusa is een natuurpark, het Piusa jõe ürgoru maastikukaitseala (‘Natuurpark Dal van de Rivier Piusa’, 11,9 km²).

## Geschiedenis
Savioja ontstond in de late 19e eeuw, toen de plaatselijke bevolking een groepje boerderijen op het grondgebied van de dorpen Möldri en Hinniala Savioja ging noemen. In 1920 werd het groepje boerderijen officieel een dorp. In 1977 werd het bij Möldri gevoegd, maar in 1997 werd het weer een zelfstandig dorp.